# Биланишвили, Георгий Иванович
Георгий Иванович Биланишви́ли (груз. გიორგი ივანეს ძე ბილანიშვილი; 1917—1970) — Участвовал в операции по введению советских войск в Западную Украину в сентябре 1939 года (освободительный поход), в советско-финляндской войне 1939—1940 годов, участник Великой Отечественной войны, Герой Советского Союза.

## Биография
Родился 9 июля 1917 год в Тифлисе (Тбилиси) в семье рабочего. Грузин.
Образование среднее. После окончания средней школы учился в Тбилисском государственном педагогическом институте имени А. С. Пушкина. В 1937 году призван в армию и направлен в Тбилисское артиллерийское, а оттуда — в Киевское пехотное училище, которое окончил в 1939 году. Участвовал в операции по введению советских войск в Западную Украину в сентябре 1939 года (освободительный поход), в советско-финляндской войне 1939—1940 годов.
Во время Великой Отечественной войны в действующей армии — с 22 июня 1941 года.
Начал войну в должности командира стрелковой роты. Участвовал в оборонительных боях на Украине (начиная с города Черновцы), отступал с армией на восток, оборонял Северный Кавказ, в период наступательных действий советской армии освобождал Украину, сражался на Днепре. Особо отличился в Сумско-Прилукской наступательной операции Воронежского фронта, в том числе при форсировании Днепра и в боях на Букринском плацдарме.
Заместитель командира 343-го стрелкового полка (38-я стрелковая дивизия, 27-я армия, Воронежский фронт) майор Биланишвили с группой бойцов 23.9.1943 в числе первых преодолел Днепр и занял южные подступы к с. Григоровка (Каневский район Черкасской области), отбил несколько вражеских контратак. Представлен к званию Героя Советского Союза.
Из наградного листа на присвоение звания Героя Советского Союза

В боях с немецкими оккупантами на подступах к Днепру и во время форсирования его майор Беланишвили все время находился в боевых порядках полка, проявляя личный героизм, мужество и отвагу.
8.09.1943 года в районе села Хитцы он с группой бойцов в 5 человек первым форсировал реку Псёл и по пятам отходящего противника ворвался в село Хитцы Полтавской области, где закрепился и, несмотря на малочисленность своего отряда, отразил контратаки противника, дав возможность переправиться через реку Псёл всему полку. В рукопашной схватке майор Беланишвили в составе взвода лично уничтожил 6 гитлеровцев.
23.09.1943 года майор Беланишвили со взводом бойцов первым из полка переправился через Днепр, с боем вышел на южную окраину села Григоровка Киевской области, где объединил разрозненные группы бойцов до 30 человек из 35-го стрелкового полка и 22-й отдельной стрелковой бригады. Отражая неоднократные атаки противника, закрепился на занятом рубеже и держал оборону до подхода остальных подразделений полка. В этом бою майор Беланишвили захватил одного пленного, взял один ручной и один станковый пулеметы, уничтожил до 40 солдат противника, лично уничтожил 7 гитлеровцев.
12.10.1943 года в бою за высоту 205,2 в районе села Иваньково Киевской области, умелым манёвром обходя высоту с двух сторон, он, возглавляя 1-й стрелковый батальон, сломил упорное сопротивление превосходящих сил противника, овладел высотой, захватил двух пленных и вышел в 1 км северо-восточнее села Иваньково. Последовавшие после этого фланговые атаки противника были отбиты, и полк прочно удерживает занятый рубеж.
В этих операциях майор Беланишвили показал свою храбрость, мужество и отвагу, умение в сложной обстановке поднять дух бойцов на выполнение боевых задач.
Достоин присвоения звания Героя Советского Союза.
Командир полка гвардии майор Егоров
24 октября 1943 года— Наградной лист на майора Биланишвили Георгия Ивановича к званию Героя Советского Союза
Указом Президиума Верховного Совета СССР «О присвоении звания Героя Советского Союза генералам, офицерскому, сержантскому и рядовому составу Красной Армии» от 10 января 1944 года за «образцовое выполнение боевых заданий командования на фронте борьбы с немецко-фашистскими захватчиками и проявленные при этом отвагу и геройство» удостоен звания Героя Советского Союза с вручением ордена Ленина и медали «Золотая Звезда».
После войны продолжал службу в армии. Затем полковник Биланишвили работал военкомом Ленинского РВК Тбилиси.
Умер 3 декабря 1970 года.

## Награды
Награждён также орденом Ленина и орденом Красной Звезды, медалями.

## Память
- На могиле установлен надгробный памятник
- Его имя увековечено в Главном Храме Вооружённых сил России, и навсегда запечатлено на мемориале «Дорога памяти»